# Epimedium franchetii
Epimedium franchetii là một loài thực vật có hoa trong họ Hoàng mộc. Loài này được Stearn mô tả khoa học đầu tiên năm 1996.

## Hình ảnh

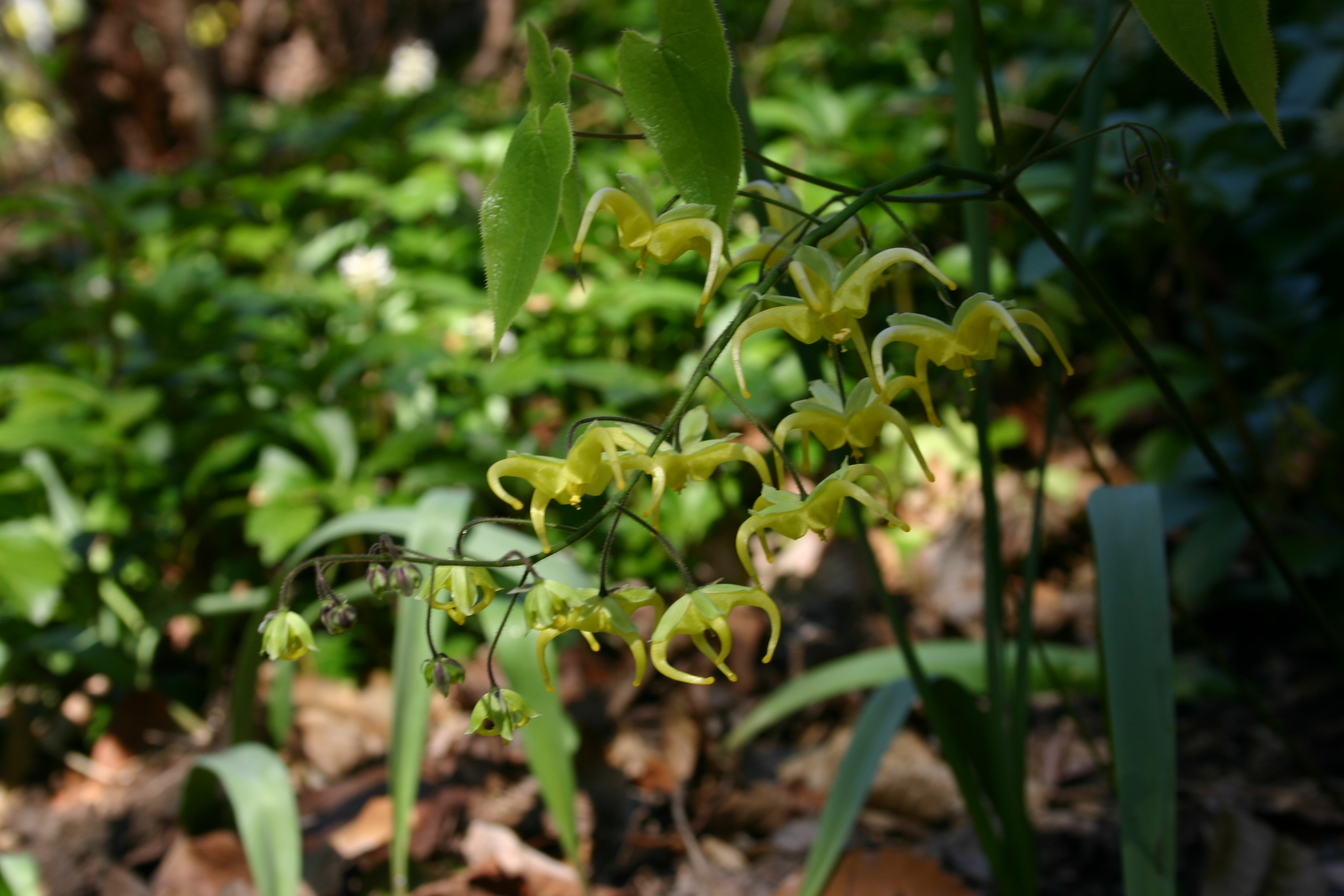